# 姆贾尔
姆贾尔，是马耳他的市镇及村庄，位于馬耳他島西北部。市镇面积为16.1平方公里，2021年人口数量为4,840人。居民大多数从事农业。